# وينديل ر. أندرسون
وينديل ر. أندرسون (بالإنجليزية: Wendell Anderson)‏ هو لاعب هوكي الجليد وسياسي أمريكي، ولد في 1 فبراير 1933 في سانت بول في الولايات المتحدة، وتوفي بنفس المكان في 17 يوليو 2016 بسبب ذات الرئة. نشط حزبياً في حزب العمال المزارعين الديمقراطيين في مينيسوتا والحزب الديمقراطي.

## مناصب
- انتخب عضو مجلس ولاية مينيسوتا.
- انتخب حاكم مينيسوتا [الإنجليزية]‏ (4 يناير 1971 – 29 ديسمبر 1976).
- انتخب عضو مجلس نواب مينيسوتا.
- انتخب عضو مجلس الشيوخ الأمريكي عن دائرة مينيسوتا (30 ديسمبر 1976 – 29 ديسمبر 1978).

## وصلات خارجية
- وينديل ر. أندرسون على موقع EliteProspects.com (الإنجليزية)
- وينديل ر. أندرسون على موقع HockeyDB.com (الإنجليزية)
- وينديل ر. أندرسون على موقع اللجنة الأولمبية الدولية (الإنجليزية)
- وينديل ر. أندرسون على موقع أوليمبيديا (الإنجليزية)
- وينديل ر. أندرسون على موقع إن إن دي بي (الإنجليزية)